# Hocheck
Il monte Hocheck  (860 m s.l.m.) è una montagna tedesca delle Alpi di Berchtesgaden nelle Alpi Settentrionali Salisburghesi sull'altopiano di Oberaudorf, ai confini con l'Austria. Si erge presso la stazione climatica di Oberaudorf che è chiamata anche la “Perla della Valle dell'Inn” ed è il rilievo meno alto nelle alpi bavaresi.

## Geografia
L'Hocheck (860 m) è una montagna nella valle dell'Inn ed è raggiungibile tramite l'autostrada A93 tramite l'uscita Oberaudorf oppure con il treno Rosenheim-Kufstein, stazione ferroviaria di Oberaudorf. Qui,  provenendo dalle Alpi tirolesi, passano due imponenti catene montuose: lo "Zahmen Kaiser" e il "Wilder Kaiser", detti i monti del Kaiser. Le maestose formazioni rocciose coronano una delle regioni montane più belle e attraenti dell'Alta Baviera. Le vicine rovine dell'Auerburg del XII secolo danno un'idea dei tempi gloriosi dei duchi bavaresi. Conosciuta come area sciistica in inverno, il monte Hocheck attira i visitatori in estate come area escursionistica adatta alle famiglie e meta di escursioni movimentate con numerose attività ricreative. La rete di 12 km di sentieri escursionistici ben segnalati conducono attraverso una natura meravigliosa e offrono viste sulla natura circostante. I percorsi conducono accanto a recinti di animali, invitanti rifugi, parchi giochi e attraverso il paesaggio intatto della regione. La moderna seggiovia a quattro posti porta dal centro di Oberaudorf sul monte Hocheck fino al punto di partenza dei numerosi sentieri escursionistici e delle attività intorno alla montagna. Un altro punto forte è la pista per slittini estiva di nuova costruzione presso la stazione intermedia della seggiovia. Su una lunghezza di 1.100 m si corre giù dalla montagna su ponti, sottopassi, ampie curve ripide e attraverso l'unico giro a 360º al mondo. Dalla cima si ha una bella vista sui due monti Kranzhorn (1.368 m) e Spitzstein (1.596 m), che si trovano nei dintorni.

## Attrattive
- Numerose sono le attrazioni come la pista per slittini estiva, l'Oberaudorfer Flieger, il parco giochi, il sentiero delle leggende della montagna, il "cercatore d'oro" e il "disc golf".
- L'area sci e slittino è attrezzata con le più moderne tecnologie e la neve è garantita tutto l'inverno.
- Nonostante la bassa altitudine si gode una vista meravigliosa sul Kranzhorn e sull'Heuberg, che si trovano dall'altra parte della valle dell'Inn.
- In estate Hocheck è il punto di partenza per numerose altre escursioni ad alta quota. Con la funivia si può raggiungere la stazione a monte e da lì salire sulla montagna di Brünnstein.